# Сорелл, Уильям
Уильям Сорелл (англ. William Sorell; 1775 — 4 июня 1848, Марилебон, Лондон, Англия) — британско-австралийский политик, 3-й лейтенант-губернатор Земли Ван-Димена (1817—1824), нынешней Тасмании.

## Биография
Уильям Сорелл родился в 1775 году в семье генерал-майора Уильяма Александра Сорелла и его жены Джейн. По одним данным, он родился в Вест-Индии, по другим — в Англии. 
В 1790 году он поступил на военную службу в 31-й пехотный полк в качестве энсина, а в 1793 году был произведён в лейтенанты. Воевал в Вест-Индии, был тяжело ранен, в 1795 году получил звание капитана, а в 1804 году стал майором. 
Сорелл женился на Луизе Матильде Кокс (Louisa Matilda Cox), и у них было семеро детей. В 1807 году он развёлся с ней и был переведён в Капскую колонию, где служил адъютантом в чине подполковника до 1811 года. Вернувшись в Англию, Сорелл продолжил службу в 31-м пехотном полку, но в 1813 году вышел в отставку. 
3 апреля 1816 года Сорелл получил новое назначение — следовать на Землю Ван-Димена (нынешнюю Тасманию), чтобы сменить тамошнего лейтенант-губернатора Томаса Дейви. На судне Sir William Bensley он прибыл в Сидней 10 марта 1817 года, где встретился с губернатором Нового Южного Уэльса Лакланом Маккуори. После этого Сорелл отправился в Хобарт, где 9 апреля 1817 года вступил в должность лейтенант-губернатора Земли Ван-Димена.
Начав свою работу, Сорелл столкнулся с рядом проблем — отсутствием порядка и координации, казнокрадством, недостаточным контролем за заключёнными, а также деятельностью бушрейнджеров, которые фактически осуществляли вооружённое сопротивление властям. Руководителем одной из групп бушрейнджеров был Майкл Хоув, считавший себя «лесным губернатором» (англ. Governor of the Woods). Проведённая под руководством Сорелла военная операция пресекла деятельность Майкла Хоува и его сторонников, многие из которых были приговорены к повешению. 
Начиная с 1817 года, увеличилось число колонистов, прибывающих на Землю Ван-Димена. Сорелл принимал активное участие в определении мест для будущих поселений, а также в выделении земель для прибывающих колонистов. Он также продолжал строительство тюрем и колоний для преступников — в частности, бараков в Хобарте и колонии на острове Сара в заливе Маккуори. Всё это подняло его авторитет как губернатора.    
В то же время у Сорелла были серьёзные проблемы в личной жизни. К нему в Хобарт прибыла миссис Кент, с кем у него был роман в Капской колонии (всего у них было восемь детей). Лейтенант Кент, её муж, потребовал компенсации от Сорелла, и в июле 1917 года Сорелл был вынужден заплатить ему 3000 фунтов. Его жена в Англии также потребовала компенсации для воспитания его семерых детей, и он согласился платить 200 фунтов в год. Кроме этого, началось расследование его внебрачных отношений с миссис Кент. В конце концов, 14 мая 1824 года Сорелл был снят с поста лейтенант-губернатора Земли Ван-Димена, и после этого возвратился в Англию. 
После этого он более не занимал административных постов, и скончался в Марилебоне (части Лондона) 4 июня 1848 года. 

## Память
В честь Уильяма Сорелла названо несколько географических объектов:
- город Сорелл[англ.] на юго-востоке Тасмании (назван в 1821 году)[3][4]
- город Порт-Сорелл[англ.] на северном побережье Тасмании[3][5]
- мыс Сорелл[англ.] на западном побережье Тасмании, у входа в залив Маккуори (назван в 1819 году)[3]
- озеро Сорелл на Центральной возвышенности Тасмании[3]